# Carlo Cussetti
Carlo Cussetti (Torino, 1866 – Torino, 9 gennaio 1949) è stato un pittore italiano che lavorò a lungo per la famiglia Reale.

## Biografia
Cussetti nacque a Torino e frequentò l'Accademia Albertina dove ebbe come professori Enrico Gamba e Rodolfo Morgari. Oltre al disegno e alla pittura s'interessò anche alla litografia e al restauro dei dipinti. Nel 1887, insieme a Rodolfo Morgari dipinse la volta della sala dei Parati nel Palazzo del Quirinale a Roma.
Cussetti lavorò molto per la famiglia Reale, la regina Margherita gli commissionò tutti gli affreschi di Castel Savoia a Gressoney e numerosi sono anche i suoi interventi presso il Castello Reale di Racconigi. Come pittore lavorò anche per committenti privati, vi sono suoi freschi in vari palazzi signorili torinesi, fra cui Palazzo Marone Cinzano, oggi centro congressi dell'Unione Industriali di Torino, dove affrescò il soffitto della Sala degli arazzi con Bacco ed Arianna con un gruppo di baccanti e per alcune società fra cui la più nota è la sala del Consiglio del giornale La Gazzetta del Popolo.
Il suo ultimo lavoro fu la Basilica di Maria Ausiliatrice conclusosi nel 1945. A lui si devono i decori sulle volte delle gallerie che circondano le due cappelle che affiancano l'altare maggiore, e quelli della cupola minore costruita da Giulio Vallotti.
Carlo Cussetti fu anche un pregevole restauratore e con lui iniziò una nuova politica del restauro in Piemonte. Restaurò molti quadri alla Regia Pinacoteca oltre che dalla Sacra di San Michele.
Morì a Torino il 9 gennaio 1949, nella sua casa di Via Saluzzo.

## Galleria d'immagini

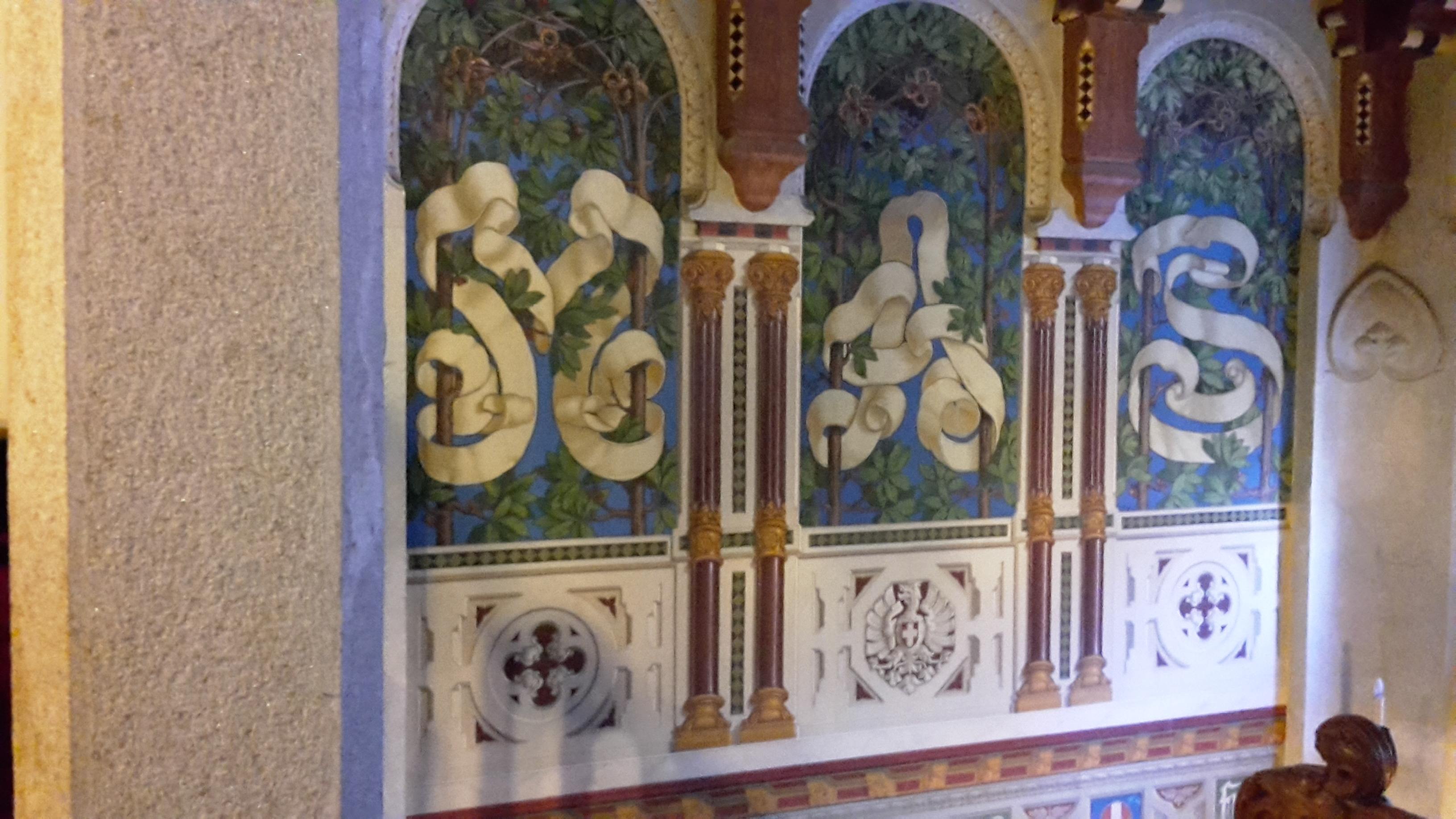
Monogramma della Regina Margherita, dipinto da Carlo Cussetti a Castel Savoia
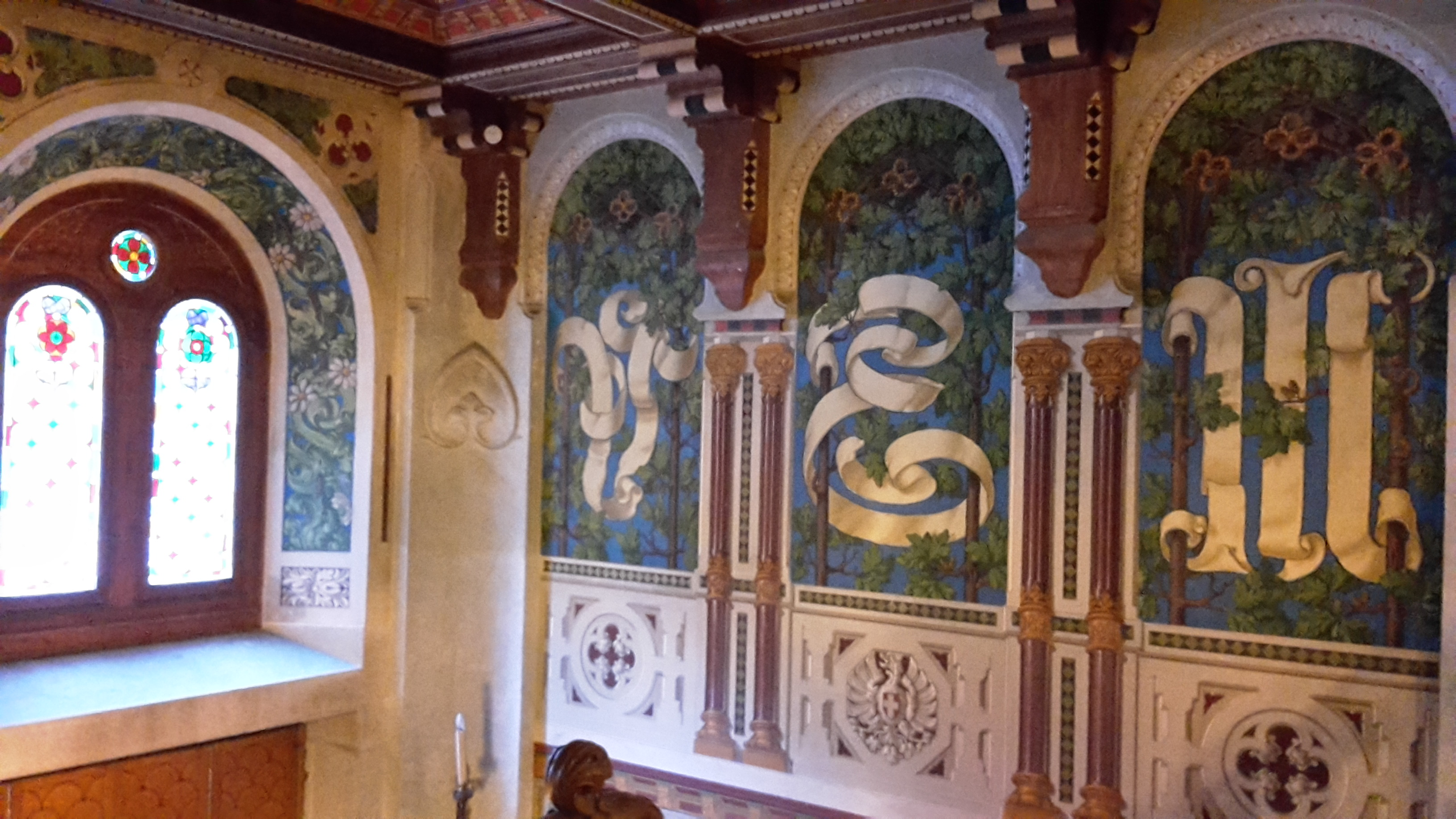
Monogramma Vittorio Emanuele III, Castel Savoia